# لوكاس ماريو هورفات
لوكاس ماريو هورفات (13 أكتوبر 1985 في الأرجنتين - ) هو لاعب كرة قدم سلوفينيا وأرجنتيني في مركز الوسط. لعب مع نادي باكو ونادي دومجاله وNK Drava Ptuj (1933) ‏ وNK IB 1975 Ljubljana ‏ وأوكزهيتبيس ‏.

## وصلات خارجية
- لوكاس ماريو هورفات على موقع الاتحاد الأوربي (الإنجليزية)
- لوكاس ماريو هورفات على موقع قاعدة بيانات كرة القدم.إي يو (الإنجليزية)
- لوكاس ماريو هورفات على موقع Soccerway.com (الإنجليزية)